# Hestrasjön, Småland
Hestrasjön är en sjö i Gislaveds kommun i Småland och ingår i Nissans huvudavrinningsområde. Sjön är 1,4 meter djup, har en yta på 0,23 kvadratkilometer och är belägen 127,8 meter över havet. Sjön avvattnas av vattendraget Hestrabäcken. Vid provfiske har abborre, braxen, gädda och mört fångats i sjön.

## Delavrinningsområde
Hestrasjön ingår i det delavrinningsområde (633812-134542) som SMHI kallar för Mynnar i Kilan. Avrinningsområdets medelhöjd är 137 meter över havet och ytan är 8,95 kvadratkilometer. Det finns inga delavrinningsområden uppströms utan avrinningsområdet är högsta punkten. Hestrabäcken som avvattnar avrinningsområdet har biflödesordning 3, vilket innebär att vattnet flödar genom totalt 3 vattendrag innan det når havet efter 77 kilometer. Delavrinningsområdet består mestadels av skog (54 procent) och sankmarker (15 procent). Avrinningsområdet har 0,23 kvadratkilometer vattenytor vilket ger det en sjöprocent på 2,5 procent. Bebyggelsen i området täcker en yta av 0,78 kvadratkilometer eller 9 procent av avrinningsområdet.